# Concordia sulla Secchia
Pour les articles homonymes, voir Concordia.
Concordia sulla Secchia est une commune italienne de la province de Modène, dans la région Émilie-Romagne.

## Administration
| Période                                  | Période | Identité | Étiquette | Qualité |
| ---------------------------------------- | ------- | -------- | --------- | ------- |
|                                          |         |          |           |         |
| Les données manquantes sont à compléter. |         |          |           |         |

### Hameaux
Fossa, Vallalta, san Giovanni, santa Caterina

### Communes limitrophes
Mirandola, Moglia, Novi di Modena, Quistello, San Giacomo delle Segnate, San Giovanni del Dosso, San Possidonio